# 国際連合安全保障理事会決議33
国際連合安全保障理事会決議33（こくさいれんごうあんぜんほしょうりじかいけつぎ33、英: United Nations Security Council Resolution 33, UNSCR33）は、1947年8月27日に国際連合安全保障理事会で採択された決議。この決議には、審議会の手続き規則の文言変更に関する総会の勧告の一部を受け入れたことを記してある。

## 詳細
以下はその和訳。
安全保障理事会は以下を決議する。
1. 専門家委員会の小委員会は、専門家委員会が暫定的に改訂した31安全保障理事会暫定手続規則の第58規則を総会手続委員会が受け入れ、専門家委員会が提案した総会暫定手続規則の第113規則および第117規則（当初は第116規則）に必要な付随的変更を行うことを約束するよう交渉し、交渉がうまくいかない場合には、安全保障理事会を代表して、総会委員会が以前に提案した第58規則の変更を受け入れるよう指示すること。
2. 安全保障理事会の暫定手続規則第60条に関する総会委員会の提案について、専門家委員会の以下の勧告を受け入れること。
(a)第1段落の "decide "という単語を "consider "という単語に変更することは受け入れられない。
(b)第2段落と第3段落として2つの段落を追加することを認める。
(c) 「Recommendations」を複数形から単数形に変更することを認める。
3. 専門家委員会の小委員会に、総会暫定手続規則の第114規則の変更案と第116規則の追加案が受け入れられることを総会委員会に助言するよう指示すること。

31 安全保障理事会の公式記録、2年目、補足番号19、付録44を参照のこと。

## その他
決議は10票で可決されたが、オーストラリアは棄権した。